# Lepturges sejunctimacula
Lepturges sejunctimacula là một loài bọ cánh cứng trong họ Cerambycidae.